# Филиппины на Играх доброй воли
Филиппины принимали участие в летних Играх доброй воли единственный раз, на Играх 1998 года.
Спортивная делегация Филиппин завоевала всего 1 медаль, не золотую.

## Медальный зачёт

### Медали на летних Играх
| Игры             | Золото         | Серебро        | Бронза         | Всего          | Место          |
| 1986, 1990, 1994 | не участвовали | не участвовали | не участвовали | не участвовали | не участвовали |
| Нью-Йорк 1998    | 0              | 0              | 1              | 1              | 34             |
| 2001             | не участвовали | не участвовали | не участвовали | не участвовали | не участвовали |
| Всего            | 0              | 0              | 1              | 1              |                |